# Estrela subanã O

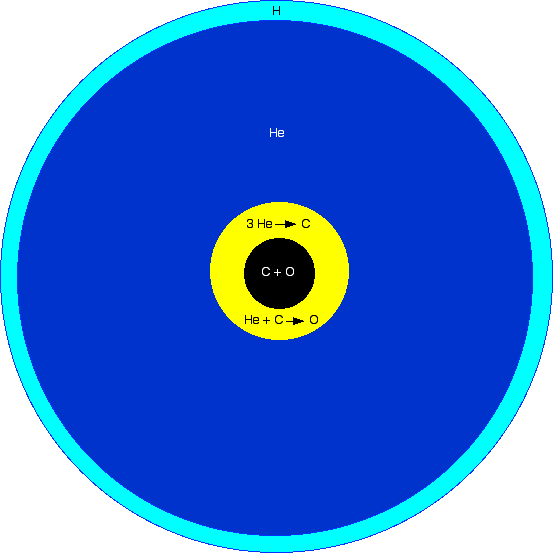
Seção transversal esquemática de uma Subanã do tipo O

Uma Estrela subanã O (sdO) é uma estrela quente, mas de baixa massa. Subanãs do tipo O são muito mais escuras do que estrelas regulares de classe O da sequência principal, mas com um brilho de cerca de 10 a 100 vezes ao do Sol, e tem uma massa de cerca de metade da do Sol. Suas faixas de temperatura variam de 40.000 a 100.000 K. Hélio ionizado é proeminente em seus espectros. A aceleração da gravidade é expressa por log g entre 4,0 e 6,5. Muitas estrelas sdO estão se movendo em alta velocidade através da Via Láctea e são encontradas em altas latitudes galácticas.

## Exemplos
- HD 128220 foi estudada por Corrado Bartolini[2]
- HIP 52181 pulsa com uma frequência de 1,04 miliHertz.[2]
- HD 49798 é uma binária de raios-X pobre de carbono a 830pc.[3]
- US 708 é uma estrela de hipervelocidade que excede a velocidade de escape da Via Láctea.[4]